# 로리 카딜
로리 카딜(Lori Cardille, 1954년 1월 1일 ~ )은 미국의 배우, 영화배우, 텔레비전 배우이다. 1985년 작품 시체들의 날로 유명하다.
피츠버그에서 태어났다.

## 영화
- 살아있는 시체들의 밤 3 - 시체들의 날 (1985년) - 사라 역

## 텔레비전
- 맨하탄의 사나이
- 기묘한 이야기 (미국의 드라마)